# Shelfordia ruficeps
Shelfordia ruficeps är en stekelart som beskrevs av Cameron 1902. Shelfordia ruficeps ingår i släktet Shelfordia och familjen bracksteklar. Inga underarter finns listade i Catalogue of Life.